# Корень (приток Переходы)

Корень — река в России, протекает в Старорусском районе Новгородской области. Устье реки находится в 5 км по правому берегу реки Перехода у деревни Борисово. Длина реки составляет 14 км.

## Данные водного реестра
По данным государственного водного реестра России относится к Балтийскому бассейновому округу, водохозяйственный участок реки — Бассейн озера Ильмень без рек Мста, Ловать, Пола и Шелонь, речной подбассейн реки — Волхов. Относится к речному бассейну реки Нева (включая бассейны рек Онежского и Ладожского озера).
По данным геоинформационной системы водохозяйственного районирования территории РФ, подготовленной Федеральным агентством водных ресурсов:
- Код водного объекта в государственном водном реестре — 01040200512102000024266
- Код по гидрологической изученности (ГИ) — 102002426
- Код бассейна — 01.04.02.005
- Номер тома по ГИ — 2
- Выпуск по ГИ — 0